# Distrito de Jequetepeque
El distrito de Jequetepeque es uno de los cinco que conforman la provincia de Pacasmayo, ubicada en el departamento de La Libertad. Limita por el Norte con el distrito de Guadalupe; por el Sur con el distrito de San José; por el Este con el distrito de Pacasmayo; y, por el Oeste con el océano Pacífico.
Desde el punto de vista jerárquico de la Iglesia católica forma parte de la Arquidiócesis de Trujillo.

## Historia
Un grupo numeroso de inmigrantes indígenas llegaron en balsas, desembarcando en el margen izquierdo del río Jequetepeque, al oeste de nuestro distrito, donde se establecieron y dieron origen a u pueblo de alto desarrollo cultural.
Aquí se edificaron monumentos hechos de adobes de barro de forma de pirámides, unos hechos para la defensa de posibles enemigos, otros para ceremonias de culto y adoración, así como para sepultar los restos de sus caudillos y sus riquezas, quedando como testimonio el Complejo Arqueológico Dos Cabezas (Si-An), fue centro de adoración a la diosa Luna, cuyo culto lo realizaban los primeros pobladores que se establecieron en esta zona en el periodo de la ocupación Moche temprano (aprox. 100 a. C. – 300 d. C.).
El nombre del distrito tiene su origen en el vocablo Mesjepeque o Mejepec, que en el lenguaje muchick significa “Casa o templo de Adoración”.
Los fuertes vientos y acumulaciones de arena obligaron a los antiguos pobladores a trasladarse por diferentes lugares, primero a   “La Viña”, luego por inundaciones y otros motivos desconocidos al lugar llamado “Pueblo Viejo”, donde los españoles convirtieron a los indígenas al cristianismo y lo denominaron Xequetepeque, a consecuencia de una epidemia mortal obligó su nuevo cambio de ubicación al lugar donde se encuentra actualmente, siendo denominado JEQUETEPEQUE ya en la época Republicana.
El 21 de junio de 1825, por Decreto Supremo de Simón Bolívar, Jequetepeque recibe la categoría de distrito.
Por D.L. del 18 de abril de 1835 es reconocido como tal y pasa a formar parte de la provincia de Chiclayo, siendo presidente del Perú el General Felipe Santiago Salaverry.
Por D.L. del 23 de noviembre de 1864 pasa a formar parte de la provincia de Pacasmayo hasta la actualidad, siendo presidente Juan Antonio Pezet.

## Geografía
Ocupa un área de 50,98 km², y tiene una población de 3 338 habitantes, según el censo del 2005.

### Ubicación
El distrito de Jequetepeque se encuentra situado en la parte central occidental de la Provincia de Pacasmayo, en la margen izquierda del río del mismo nombre; en el fértil Valle de Jequetepeque, Departamento de La Libertad.
La ciudad de Jequetepeque está ubicada al norte del Puerto de Pacasmayo, a 6,72 km. A una altitud
de 15 m s. n. m., 7° 29’  30”  latitud sur y 79° 37’ 15” longitud oeste.

### Relieve
El distrito de Jequetepeque topográficamente se encuentra en un terreno plano con ligera pendiente hacia el noroeste. Su suelo presenta pequeñas elevaciones, cuyas alturas fluctúan entre los 20 y 30 m, encontrándose estas, ubicadas al oeste y al norte de la capital distrital.  En términos generales, el distrito de Jequetepeque, tiene una zona baja, que es cultivable y una zona alta, que es árida.

### Hidrografía

#### Ríos
El distrito de Jequetepeque cuenta con un solo río, “Jequetepeque”, que nace de la confluencias de los Ríos “Magdalena” y “Puclush” frente al caserío de Llallán (Distrito de Chilete, Provincia de Contumazá, Departamento de Cajamarca), a una altitud de 800 m s. n. m.
Formado el Río Jequetepeque a la altura del Caserío de Llallán tiene solamente tributarios en el Departamento de Cajamarca; careciendo de ellos en el Departamento de La Libertad. Los principales son:
- Margen derecha: Las Quebradas de Payuc y Chullan
- Margen izquierda: Las Quebradas de Potre y Honda, los Montes Nazarios y el Río Santa Catalina, formado por las aguas del Río Cholol y San Lorenzo.

En el departamento de la Libertad su orientación es de este a oeste y se divide en tres brazos, para desembocar en el mar. Siendo el principal el que sigue con el curso del río, hasta su desembocadura en el mar pruabo, a 8 km al norte del Puerto de Pacasmayo.
Durante los meses de diciembre, enero, febrero, y marzo, el río aumenta su caudal y toma una coloración arcillosa muy características de los Ríos Costeños. La cuenca del Río Jequetepeque, tiene una extensión total de 555 kilómetros.
Aparte del río Jequetepeque, no hay otro río, pero si un Valle del Jequetepeque, acequia o manantial digno de tomar en cuenta, salvo los pequeños acueductos o canales, abiertos por la mano del hombre, para el regadío de las tierras.

#### Lagunas
Laguna de Los Litares
De pequeña extensión, ubicada al sur de la desembocadura del río Jequetepeque, a una distancia de 1,5 km. Sus orillas están pobladas de hínea. Lugar preferido por los aficionados a la cacería por la existencia de patos silvestres y gallaretas. El fondo de la laguna está constituido por tierras fangosas de color negruzcas.
Laguna El Balzar
También de pequeña extensión, ubicada a 2 km al sur de la capital distrital, cerca de la carretera que une Pacasmayo y Jequetepeque. Tiene características semejantes a la anterior. Actualmente esta laguna ya ha ido desapareciendo con el pasar de los años. 
Todo el terreno que comprende esta laguna pertenecía anteriormente a la familia Chuyo; luego se hizo el reparto por herencia quedando como legítimos dueños los Señores Manuel Chuyo Salinas y Luis Chuyo Salinas. 
Frente a esta laguna el comandante de la Marina de Guerra del Perú Nuñes del Prado, compró un lote y construyó una granja de Cerdos llamada "San Sebast", a cargo del señor Victor Chuyo Álvarez. 
Laguna de la Mina, de pequeña extensión, ubicada a 1 km, al este de la ciudad. Sus orillas están rodeadas de grama y silvestre.
Laguna de Cacho Venado, más pequeña que las anteriores, y se halla ubicada a 200 m al este de la laguna de Mina, sus orillas son salitrosas. En sus aguas habitan pequeños peces de agua dulce.
Los orígenes de estas lagunas son producto de las filtraciones de predios aledaños. Esporádicamente sus aguas son empleadas en la agricultura.

## Clima

### Temperatura
Durante todo el año el distrito de Jequetepeque tiene un clima seco y templado. Las estaciones del año no se dan bien marcadas, preponderantemente se notan dos: invierno y verano, habiendo pequeñas diferencias de temperatura. En invierno la temperatura llega de 20 a 24°C y en verano de 30 a 35 °C.
La temperatura media anual es de aproximadamente 22,5 °C.

### Lluvias
En el distrito de Jequetepeque las lluvias se presentan en forma esporádica en los primeros días de verano, anunciando la llegada de las caudalosas aguas del río, lo que redunda en beneficio de la agricultura del valle.

### Vientos
Los vientos en este distrito se sienten con mayor intensidad durante las últimas horas de la tarde y soplan de sur a norte.
A pesar de la cercanía al mar, la ciudad no recibe la influencia de los vientos Alisios, que azotan a los pueblos de la costa peruana, debido a la arborización que sirven de protección.

## Recursos naturales

### Flora
La flora del distrito de Jequetepeque es abundante. Se distinguen dos tipos de flora:
Las silvestres, originarias de la zona, entre ellos: algarrobos, espinos, sauces, pájaro bobo, molles, caña brava, chilcos, piales, juncos, etc; y las cultivadas, como el arroz, maíz, vid, etc.

### Fauna
La fauna del distrito de Jequetepeque es de dos tipos:
Fauna salvaje
Forma parte de esta fauna los siguientes animales: zorros, gato montes, tigrillo, zorrillo, hurón, lagartija, culebra, saltojo, gallinazo, halcón, buitre, lechuza, búho, murciélago, golondrina, gallareta, pato silvestre, tórtola, lorito, garza, guarda caballo, martín pescador, chilala, picaflor, paloma, pirinche, colila, gaviota, peche, mariposa, sapo, pájaro carpintero, peces, etc.
Fauna doméstica
Forman parte de esta fauna los siguientes animales: cuyes, conejos, pavos, gallinas, patos, ganado ovino, porcino, caballar, lanar, caprino, etc.

## Autoridades

### Municipales
- 2013 - 2014[2]
  - Alcalde: Lourdes Deysi Jacquelin Vásquez Correa, del Partido Aprista Peruano (PAP).
  - Regidores: Kathia Elizabeth Barba Cruz de Arana (PAP), Luis Edgardo Cruz Salinas (Fonavistas del Perú), Norma Evelia Ramírez Meléndez (Fonavistas del Perú), Wilmer Paisig Guevara (Fonavistas del Perú), Deyssy Verónica Vera Zapata (Fonavistas del Perú).[3]
- 2011 - 2012
  - Alcalde: Pablo Martín Álvarez Castañeda.
- 2007 - 2010
  - Alcalde:  Oscar Luperio Honorio Horna, Alianza electoral Juntos por La Libertad.

```
* 2016 - 2018 
```

- - Luis Mercedes Ramírez Cruz .Partido Perú Patria Segura

### Regidores
Virgilio Moises Armas Tello, Elva Andrea Zapata Arana, Juana Cruz Rojas, Enrique Guty Cruz y  Hans Jonathan Cruz Bucheli.C
- Arquidiócesis de Trujillo[4]
  - Arzobispo de Trujillo: Monseñor Héctor Miguel Cabrejos Vidarte, OFM.[5]

## Jequetepecanos destacados
- José Vicente Rázuri y Cortés
- Manuel Guarniz López

## Atractivos turísticos
- Cerro dos cabezas

Ubicado a dos kilómetros aproximadamente del pueblo de Jequetepeque, en el camino al Balneario de la Boca del Río. Esta huaca es de forma piramidal visible desde el Puerto de Pacasmayo. Se le llama “Dos Cabezas” porque años atrás una “Sociedad de Buscadores de tesoros” hizo abrir en ella un gran hoyo, desde la cumbre que se partió en dos, destruyendo ese monumento, pues no hallaron el tesoro que suponían debía existir allí y que además su parte superior por acción del tiempo ha tomado el aspecto de dos cabezas, separadas una de otra.
- Iglesia de Nuestra Señora de la Misericordia

La Iglesia localizada al frente de la plaza de armas fue fundada a finales del siglo XVI por la orden de los agustinos. Al comienzo tuvo como patrona a la Virgen de Guadalupe, pero en la década de 1680 aparece bajo la advocación de Nuestra Señora de la Misericordia. La iglesia de Jequetepeque fue destinada para la doctrina de los indios del pueblo del mismo nombre, por lo que el diseño primitivo del templo debió ser simple, y se mantuvo así hasta ser destruida por el terremoto del 14 de febrero de 1619.
La iglesia de Jequetepeque debió reconstruirse por los años 1619-30, al menos hasta el segundo tercio del siglo XVII. En el siglo XVIII, a consecuencia del terremoto del 2 de septiembre de 1759, la iglesia quedó nuevamente dañada. El templo fue reparado parcialmente, puesto que cuando la visitó el obispo Baltasar Martínez Compañón ordenó su refacción en 1784.
En abril de 2016 fue reparada la iglesia, durante el proyecto "Revalorando Nuestro Patrimonio Histórico", en la que participaron la Dirección Desconcentrada de Cultura La Libertad, la Asociación Pro Restauración de la Iglesia Nuestra Señora de la Misericordia, la Municipalidad Distrital de Jequetepeque, la parroquia y la comunidad en general. El 26 de agosto de 2016 fue declarada mediante Resolución Viceministerial N.º 110-2016-VMPCIC-MC como Monumento integrante del Patrimonio Cultural de la Nación.
- Plazuela de la Identidad

Se encuentra ubicada a la entrada de la ciudad, en ella se pueden observar algunos detalles de la cultura moche, así como el representativo chalán y su caballo de paso, dando la bienvenida a los visitantes.
- Plaza de Armas

Una hermosa expresión de la belleza. Luce en el centro una pileta de piedra tallada de tres niveles, en la parte baja unos personajes que identifican a las labores de este distrito, resaltando una dama que vierte en un cántaro agua cristalina, como invitando al visitante a tomar el famoso claro, licor de los incas, el mismo que es distribuido por cuatro cántaros que vierten a su vez, el líquido a una fuente de mayor tamaño, dando una sensación de armonía. Es una de las mejores esculturas del Perú. Obra realizada por Enrique Olivera Arroyo en el año 2004.